# Улица Бакунина (Томск)
У́лица Баку́нина в Томске начинается от улицы Обруб, заканчивается примыканием к Октябрьской улице. На этой улице сохранилась старинная булыжная мостовая. Считается самой старой улицей в городе.

## История
Возникла в XVII веке после застройки части дороги из Томского острога на Юрточную гору.
Современное название получила 6 октября 1927 года в честь известного революционера-анархиста М. А. Бакунина (1814—1876). Сосланный в 1857 году в Нелюбинскую волость Томской губернии, он сумел добиться разрешения остаться в Томске, где занимался частным преподаванием.
В 1860-е годы часть улицы на Воскресенской горе именовалась Ефремовской (первое упоминание улицы с таким названием), а подъём на гору в 1870-е — 1-й Воскресенский (Ефремовский) взвоз. Название связано с фамилией домовладельцев Ефремовых, имевшим во второй половине XIX века особняк на углу с Октябрьской (тогда Воскресенской) улицей.
До 1917 года в домах на улице были устроены мелкие производства, чулочная мастерская Губинчуковой, дом 2 (ныне утрачен) — дамские мастерские Лавровой, представительство Северного стекольно-промышленного общества, «общедоступный» ресторан, пожарное депо, каланча пожарной части, полицейское управление (дом 3), бакалейный магазин Гадалова, шорная мастерская Н. П. Соколова (дом 14б), оружейная мастерская С. Е. Закгейда, водопроводная мастерская Н. А. Дроздова (дом 18), кузнечная мастерская «Труд», зеркальная мастерская Кулычева, прачечная-чистка (дом 13).

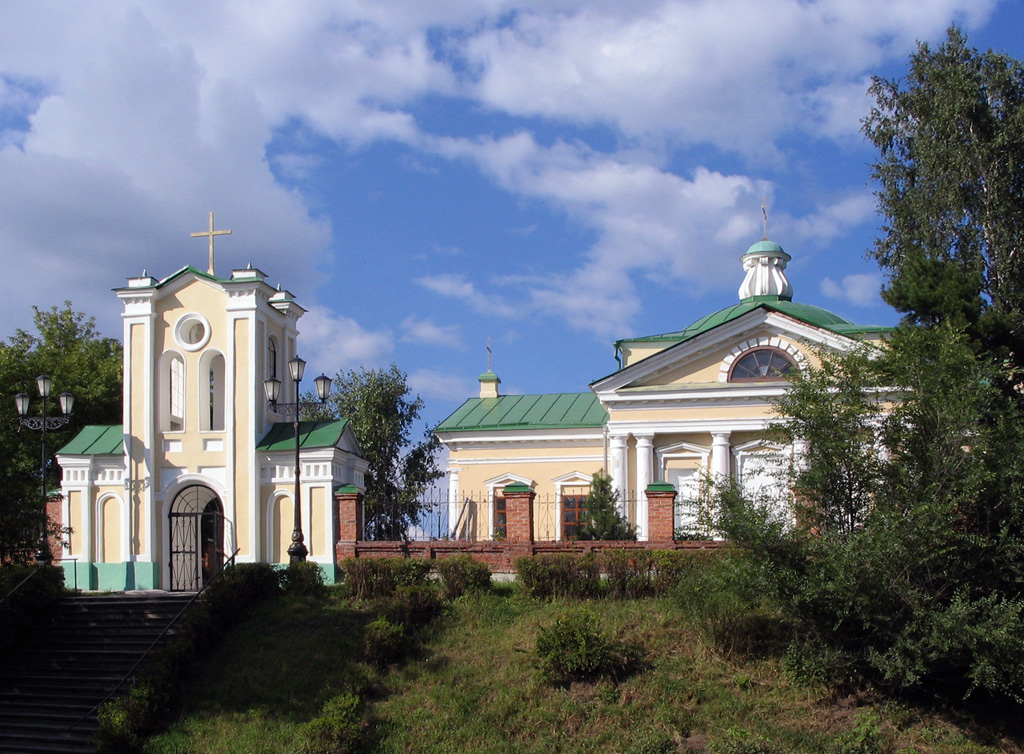
Костёл.

## Достопримечательности

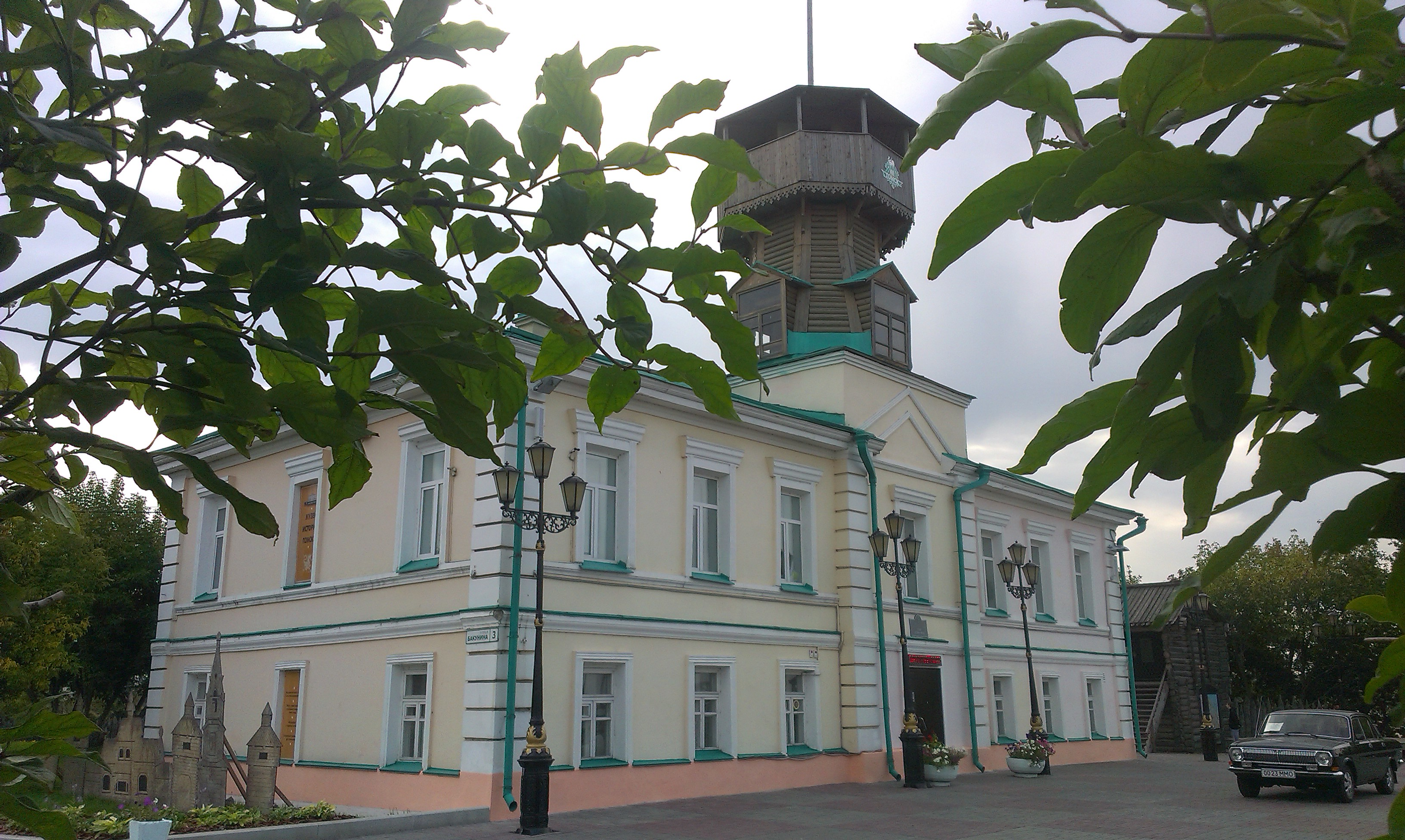
Музей истории Томска.

Дом 3 (1859) — Музей истории Томска, ранее полицейское управление и пожарный пост. На этом месте стояла построенная в начале XVII века Троицкая церковь- первый храм Томска.
Дом 4 (1833) — Томский костёл, в 1937 году закрыт для богослужений, через некоторое время в нём разместился аэроклуб ДОСААФ, а в 1980—1990 годах — Томский планетарий, с начала 1990-х снова костёл.
Дом 6 — жилой дом,  № 7000090000

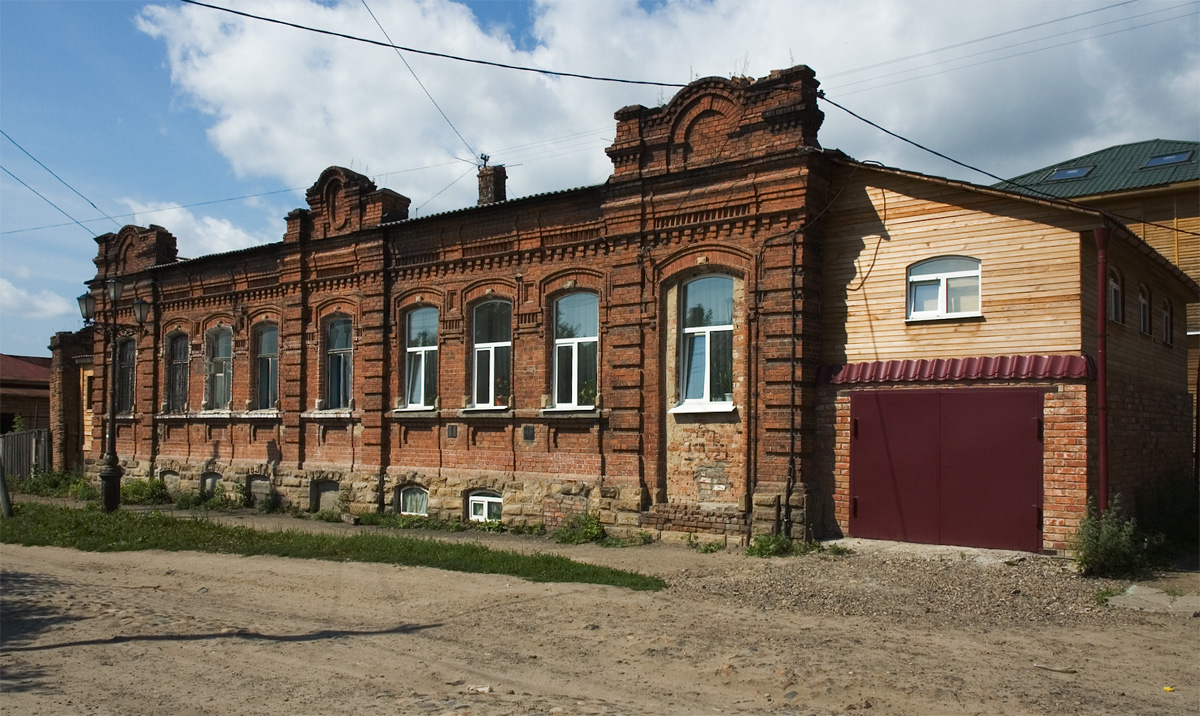
Дом N° 14, где проживал М. А. Бакунин.

Дом 14 — проживал М. А. Бакунин (по другим сведениям проживал в несохранившемся флигеле этого дома).
Дом 18 — проживал П. В. Вологодский, у него остановился по приезде в Томск Г. И. Потанин, на квартире у Вологодского собирался учредительный Съезд Сибирского областного союза (1905).
Дом 19 — жилой дом,  № 7000091000.
Дом 26 — Предположительно дом коменданта города Томска Т. Т. де Вильнёва -
бригадира на русской службе (1715—1794), где останавливался по пути в Илимскую ссылку (1791) и по возвращении из неё (1797) А. Н. Радищев (1749 −1802). В советское время на доме висела мемориальная доска об этих событиях,. В настоящее время эта точка зрения подвергается сомнению, при этом подвергается сомнению не сам факт посещения Радищевым дома томского коменданта, а местонахождение данного дома. Так, согласно архивным исследованиям Т. Н. Манониной, строительство дома 26 началось в 1855 году для дочери титулярного советнника М. М. ЕФремовой, а позднее зданием владел её брат Д. М. Ефремов (именно по их фамилии улица получила своё историческое название). Томский архитектор Валерий Залесов также обращает внимание на нехарактерную для Томска XVIII века архитектуру здания, а также на то, что для кирпичной кладки дома использовались кирпичи, произведённые, согласно клейму, Томскими арестантскими ротами, основанными указом 1839 года, то есть более чем через три десятидюлетия после смерти как де Вильнёва, так и Радищева.
Здание дважды перестраивалось после пожаров (в 1958 году и начале XXI века).
Постановлением Совета Министров РСФСР от 4 декабря 1974 года N°624 здание признано историческим памятником республиканского значения, а Решением Томского облисполкома от 17 февраля 1978 года N°51 — памятником архитектуры местного значения.